# Wentorf bei Hamburg
Wentorf bei Hamburg er en amtsfri by og kommune i det nordlige Tyskland, beliggende i den sydvestlige del af Kreis Herzogtum Lauenburg. Kreis Herzogtum Lauenburg ligger i den sydlige del af delstaten Slesvig-Holsten.

## Geografi
Kommunen Wentorf bei Hamburg, der har et areal på 686,6 hektar, grænser mod syd og vest til Hamborg hvis centrum ligger ca. 9 km nordvest; mod nord, langs floden Bille grænser den til byen Reinbek under Kreis Stormarn, og mod øst til kommunerne Wohltorf og Börnsen. Ved Wentorf har vandløbet Schulenbrooksbek sit udspring.

## Trafik
Wentorf krydses af Bundesstraße 207 der fra Hamburg-Bergedorf fører til Mölln og Ratzeburg.